# Tidestromia suffruticosa
Tidestromia suffruticosa là loài thực vật có hoa thuộc họ Dền. Loài này được (Torr.) Standl. miêu tả khoa học đầu tiên năm 1916.